# Automatriffel
Automatriffel er en generel betegnelse der bruges til at beskrive selvladende rifler der kan skyde enten halvautomatisk eller fuldautomatisk fra et magasin eller bælte med ammunition.
I mange tilfælde beskriver det en riffel der kan selvlade og skyde enkelte skud for hvert tryk på aftrækkeren (halvautomatisk skydning), men ordet bruges også til at beskrive rifler der kan skyde fuldautomatisk. Afhængig af hvilken ekspert man spørger anses automatkarabiner og stormgeværer nogle gange for en type automatriffel, og andre gange er de opdelt i egne kategorier.

## Funktionscyklus for automatriffel
- Fødning fra magasinet
- Kuglen er i kammeret
- Kammeret låses
- Affyring
- Kammeret åbnes
- Patronhylsteret trækkes ud
- Patronhylsteret udkastes
- Genladning